# ورزشگاه ژول اوتن‌استادیون
ورزشگاه ژول اوتن‌استادیون (هلندی: Jules Ottenstadion) یک ورزشگاه فوتبال در شهر خنت، بلژیک است.
این ورزشگاه در سال ۱۹۲۰ تأسیس و در سال ۲۰۱۳ بسته شده‌است، ژول اوتن‌استادیون یکی از ورزشگاه‌های مسابقات فوتبال بازی‌های المپیک تابستانی ۱۹۲۰ بوده‌است.